# コエルルス
コエルルス（Coelurus）は、中生代ジュラ紀後期の現アメリカ大陸などに生息していた肉食恐竜の一種。名前は「中空の尾」という意味。
全長1.8メートル。小型獣脚類としては最初期に発見された種であり、小型獣脚類のグループの名称であるコエルロサウルス類の名づけ元でもある。化石としては発見例が少なく、あまりよくわかっていない。また誤認種も多い。
全体としてはオルニトレステスによく似ており、同属とされることもあったが、今日では近縁の別属とされる。
体型は小型で軽量である。手は比較的長く、小さいながらも鋭い歯をもっていた。小動物を主に食べていたと思われるが、時には大型肉食恐竜が倒した獲物の残りを食べることもあったと思われる。

ヒトとの大きさ比較
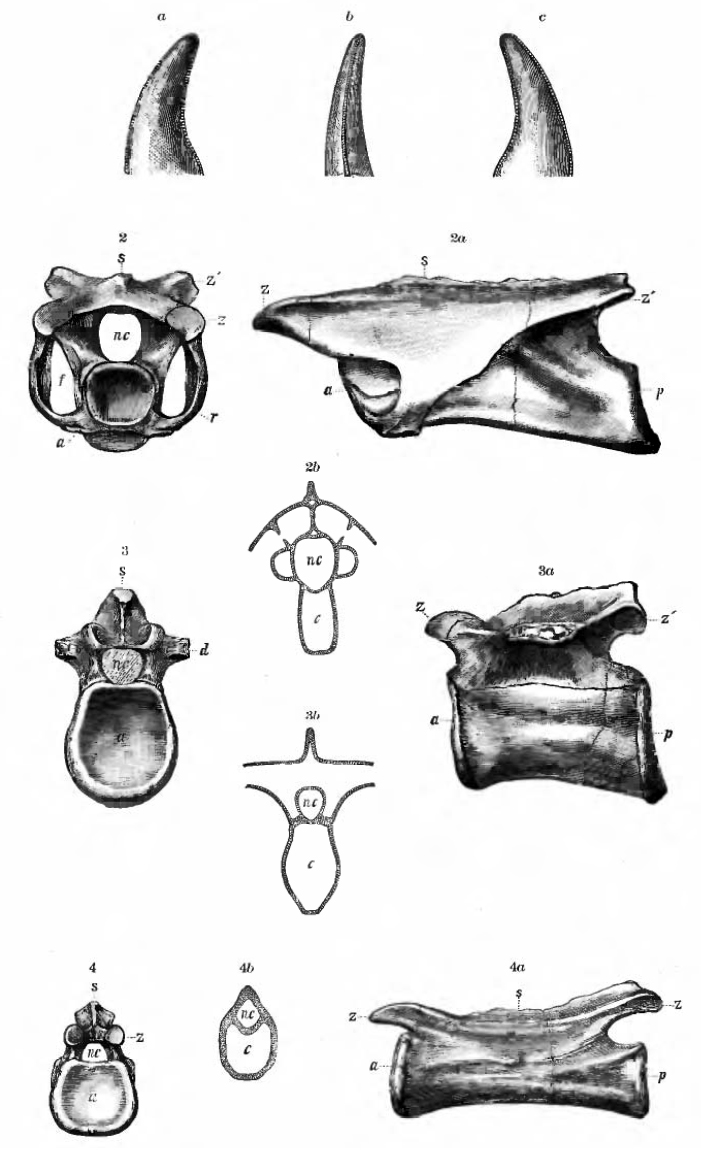
マーシュによる脊柱の復元図。1884作成。

## 分類体系
- 恐竜 Dinosauria
  - 竜盤類 Saurischia
    - 獣脚類 Theropoda
      - テタヌラ類 Tetanurae
        - コエルロサウルス類 Coelurosauria
          - †コエルルス類